# Swetlana Alexandrowna Prudnikowa
Swetlana Alexandrowna Prudnikowa (russisch Светлана Александровна Прудникова; * 18. März 1967 in Balakowo) ist eine russische Schachspielerin, die seit Ende der 1990er-Jahre zunächst für die Bundesrepublik Jugoslawien beziehungsweise Serbien und Montenegro spielte und nach Auflösung des Staatenbundes für Serbien spielt.

## Leben
Swetlana Prudnikowa wurde wie Alissa Galljamowa und Jekaterina Kowalewskaja schachlich in der All-Russia Chess Grandmasters school (ACGS) unterrichtet. Den Titel Internationaler Meister der Frauen (WIM) trägt sie seit 1987, Großmeister der Frauen (WGM) wurde sie 1992. Sie ist verheiratet mit einem Jugoslawen und wohnt in Belgrad.
Im Februar 2015 liegt sie auf dem fünften Platz der serbischen Rangliste der Frauen. Zuletzt unter den besten 25 der FIDE-Weltrangliste der Frauen war sie im Jahr 2000.

## Schachliche Erfolge

### Einzelmeisterschaften
Bei den russischen Mädchenmeisterschaften 1982, 1983 und 1984 wurde sie jeweils Zweite. Bei der Juniorenweltmeisterschaft der Mädchen U20 in Vilnius belegte sie 1986 gemeinsam mit Camilla Baginskaite den zweiten Platz, auch bei der U20-Juniorinnenweltmeisterschaft 1987 in Baguio City wurde sie Zweite, diesmal hinter der Siegerin Camilla Baginskaite. 1992 und 1998 konnte sie die russische Einzelmeisterschaft der Frauen gewinnen, 1996 und 1997 wurde sie Zweite. 1994 in Wuppertal wurde sie Zweite hinter Ekaterina Borulya bei der offenen deutschen Einzelmeisterschaft der Frauen. Im Jahr 2000 in Herceg Novi, bei ihrer ersten Teilnahme, gewann sie die jugoslawische Fraueneinzelmeisterschaft mit einem Ergebnis von 12 aus 13. 2002 in Kotor gewann sie die Meisterschaft erneut. 2003 gewann sie in Belgrad das 36. Internationale Frauenturnier.

### Nationalmannschaft
Prudnikowa nahm an fünf Schacholympiaden der Frauen teil, 1992 in Manila und 1996 in Jerewan mit Russland, 2000 in Istanbul, 2002 in Bled und 2004 in Calvià mit Jugoslawien beziehungsweise Serbien und Montenegro. Sie erreichte 1996 mit der Mannschaft den dritten Platz und erreichte in der Einzelwertung 1992 und 2002 jeweils das beste Ergebnis am zweiten Brett. An Mannschaftseuropameisterschaften der Frauen nahm sie 1992 mit Russland, 2001, 2003 und 2005 mit Jugoslawien beziehungsweise Serbien und Montenegro teil und erreichte 2003 in Plowdiw das zweitbeste Einzelergebnis der Reservespielerinnen.

### Vereinsschach
In Serbien spielte Prudnikowa für den Partizan Belgrad, mit dem sie 1997, 1998 und 1999 am European Club Cup der Frauen teilnahm, für Agrouniversal Zemun, mit dem sie 2000 und 2001 den European Club Cup der Frauen gewann, und für den SK BAS Belgrad, mit dem sie 2003, 2004 und 2005 am European Club Cup der Frauen teilnahm. Sie spielte auch in der slowenischen Frauenliga. In der deutschen Frauenbundesliga spielte sie von 1996 bis 1998 für den Essener Verein SK Holsterhausen.